# HRT F112
HRT F112 — гоночный автомобиль испанской команды Формулы-1 HRT F1 Team, разработанный для участия в гонках Гран-при в сезоне 2012 года.

## Разработка
Шасси Dallara, которое команда использовала в сезонах 2010—2011 годов, было неконкурентоспособным, поэтому в команде было принято решение начать выступления в сезоне 2012 года с абсолютно новой машиной. Разработка машины началась в сентябре 2011 года. На F112, как и на её предыдущих шасси, использовавшихся HRT, установлен двигатель Cosworth.
Конструирование и разработка аэродинамики F112 производилась в техническом офисе команды в Мюнхене более чем 60 специалистами под руководством главного конструктора HRT Жаки Экелярта и руководителя отдела аэродинамики Стефана Шосса. Аэродинамические испытания F112 проводились на старой аэродинамической трубе команды Mercedes в Брэкли (Великобритания).
Производство монокока F112 налажено на мощностях компании Mubea Carbo Tech GmbH, базирующейся у австро-германской границы, между Зальцбургом и Фрайлассингом. Финальная сборка будет проведена компанией Holzer Engineering из города Бобинген.
После того как сборка машин будет завершена, большая часть сотрудников команды (порядка 90% персонала) покинут команду, так как они являются сотрудниками бывшего руководителя HRT Колина Коллеса, а в HRT работают лишь на правах аренды. После этого машины будут переданы на базу команды в Мадриде, где их будут обслуживать по ходу сезона новые сотрудники, преимущественно перешедшие из Renault.
9 февраля болид не прошёл краш-тест (были пройдены лишь 14 испытаний из 17) и был отправлен на доработку. Предполагается, что HRT смогут показать свой болид не раньше тестов в Барселоне, которые пройдут 1 марта.

## Презентация
Команда планирует провести презентацию 21 февраля во время второй тестовой серии в Барселоне.

## Тесты
Презентация болида состоялась 5 марта, на официальные тесты команда не успела.

## Результаты выступлений в Формуле-1
| Легенда к таблице |                                                                    |
| --- | ------------------------------------------------------------------ |
| В таблице перечислены результаты всех Гран-при Формулы-1, в которых использовался автомобиль. Строками таблицы являются сезоны, столбцами — этапы чемпионата мира. В каждой клетке указаны сокращённое название этапа и результат, дополнительно обозначенный цветом. Расшифровка обозначений и цветов представлена в нижеследующей таблице. |                                                                    |
| \| Пример \| Описание \| \| ------------ \| ------------------------------------------------------------------ \| \| 1 \| Победитель \| \| 2 \| Второе место \| \| 3 \| Третье место \| \| 5 \| Финишировал, заработав очки \| \| Сход \| Не финишировал, но при этом заработал очки \| \| 12 \| Финишировал, не получив очков \| \| НКЛ \| Финишировал, но не попал в финальную классификацию \| \| 15 \| Участвовал вне зачёта, либо по отдельной классификации \| \| 18 \| Не финишировал, но попал в финальную классификацию \| \| Сход \| Не финишировал \| \| НКВ \| Не прошёл квалификацию \| \| НПКВ \| Не прошёл предквалификацию \| \| ДСК \| Дисквалифицирован \| \| ИСК \| Исключён из протокола соревнований \| \| ТТ \| Заявлен для участия только в тренировках \| \| НС \| Участвовал в квалификации, но не стартовал в гонке \| \| Т \| Травмирован или болен \| \| ОТК \| Отказ от участия \| \| НТР \| Прибыл на соревнования, но на трассу не выезжал \| \| НПР \| Был заявлен в числе участников, но не прибыл к началу соревнований \| \| О \| Соревнования отменены \| \| \| Не участвовал \| \| Поул-позиция \| \| \| Быстрый круг \| \| |                                                                    |
| Пример | Описание                                                           |
| 1 | Победитель                                                         |
| 2 | Второе место                                                       |
| 3 | Третье место                                                       |
| 5 | Финишировал, заработав очки                                        |
| Сход | Не финишировал, но при этом заработал очки                         |
| 12 | Финишировал, не получив очков                                      |
| НКЛ | Финишировал, но не попал в финальную классификацию                 |
| 15 | Участвовал вне зачёта, либо по отдельной классификации             |
| 18 | Не финишировал, но попал в финальную классификацию                 |
| Сход | Не финишировал                                                     |
| НКВ | Не прошёл квалификацию                                             |
| НПКВ | Не прошёл предквалификацию                                         |
| ДСК | Дисквалифицирован                                                  |
| ИСК | Исключён из протокола соревнований                                 |
| ТТ | Заявлен для участия только в тренировках                           |
| НС | Участвовал в квалификации, но не стартовал в гонке                 |
| Т | Травмирован или болен                                              |
| ОТК | Отказ от участия                                                   |
| НТР | Прибыл на соревнования, но на трассу не выезжал                    |
| НПР | Был заявлен в числе участников, но не прибыл к началу соревнований |
| О | Соревнования отменены                                              |
| | Не участвовал                                                      |
| Поул-позиция |                                                                    |
| Быстрый круг |                                                                    |

| Сезон | Команда     | Двигатель              | Ш | Пилоты           | 1   | 2   | 3   | 4   | 5    | 6    | 7    | 8   | 9   | 10  | 11   | 12   | 13  | 14   | 15   | 16   | 17   | 18   | 19  | 20  | Место | Очки |
| ----- | ----------- | ---------------------- | - | ---------------- | --- | --- | --- | --- | ---- | ---- | ---- | --- | --- | --- | ---- | ---- | --- | ---- | ---- | ---- | ---- | ---- | --- | --- | ----- | ---- |
| 2012  | HRT F1 Team | Cosworth CA2012 2,4 V8 | P |                  | АВС | МАЛ | КИТ | БАХ | ИСП  | МОН  | КАН  | ЕВР | ВЕЛ | ГЕР | ВЕН  | БЕЛ  | ИТА | СИН  | ЯПО  | КОР  | ИНД  | АБУ  | США | БРА | 12    | 0    |
| 2012  | HRT F1 Team | Cosworth CA2012 2,4 V8 | P | Педро де ла Роса | НКВ | 21  | 21  | 20  | 19   | Сход | Сход | 17  | 20  | 21  | 22   | 18   | 18  | 17   | 18   | Сход | Сход | 17   | 21  | 17  | 12    | 0    |
| 2012  | HRT F1 Team | Cosworth CA2012 2,4 V8 | P | Нараин Картикеян | НКВ | 22  | 22  | 21  | Сход | 15   | Сход | 18  | 21  | 23  | Сход | Сход | 19  | Сход | Сход | 20   | 21   | Сход | 22  | 18  | 12    | 0    |